# П'ян-ді-Ско
П'ян-ді-Ско (італ. Pian di Scò) — колишній муніципалітет в Італії, у регіоні Тоскана,  провінція Ареццо. З 1 січня 2014 року П'ян-ді-Ско є частиною новоствореного муніципалітету Кастельфранко-П'яндіско.
П'ян-ді-Ско розташовані на відстані близько 210 км на північ від Рима, 29 км на південний схід від Флоренції, 33 км на північний захід від Ареццо.
Населення — 6465 осіб (2012).
Щорічний фестиваль відбувається 15 серпня. Покровитель — Assunzione di Maria.

## Демографія
Населення за роками:

Станом на 31 грудня 2010 року в муніципалітеті офіційно проживало 287 іноземців з 44 країн, серед них 152 громадяни країн Євросоюзу та 4 громадяни України.

## Сусідні муніципалітети
- Кастельфранко-ді-Сопра
- Фільїне-Вальдарно
- Реджелло